# Radiotelevisió Espanyola
La Corporación de Radio y Televisión Española, S.A. (en català, Corporació de Ràdio i Televisió Espanyola), coneguda amb els noms de Radiotelevisió Espanyola o RTVE, és la corporació pública estatal que va assumir l'any 2007 la gestió indirecta del servei de ràdio i televisió públics d'Espanya que es coneixia amb el nom d'Ente Público Radiotelevisión Española.
RTVE ofereix diversos canals de televisió (TVE) i emissores de ràdio (RNE), així com serveis en línia i d'streaming. Des que la Ley de Financiación de RTVE entrà en vigor l'any 2009, RTVE es financia bàsicament per una combinació de subvencions dels Pressupostos Generals de l'Estat i una taxa cobrada a les empreses privades del sector que depèn dels seus ingressos bruts (3,0% per als canals privats free to air, 1,5% per als canals privats amb abonaments i un 0,9% per les empreses de telecomunicació).
RTVE és un membre actiu de la Unió Europea de Radiodifusió (UER). La seu central de la corporació és a Pozuelo de Alarcón.

## Història

### Precedents

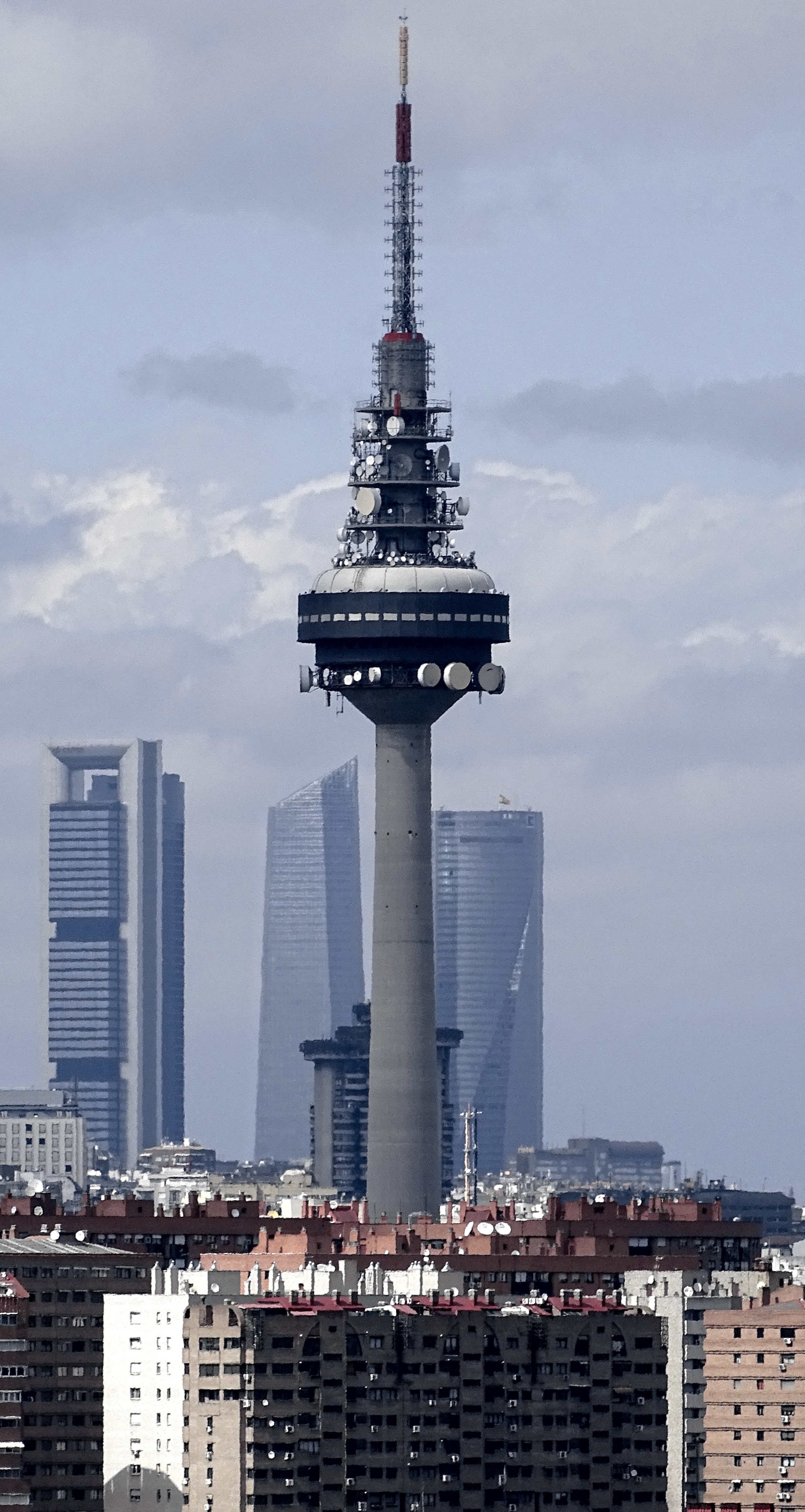
El Telediario es produeix a les instal·lacions de Torrespaña. La torre s'inaugurà el 1982 i va pertànyer a RTVE fins al 1989.

Els serveis de radiodifusió públics estatals espanyols han patit diverses reestructuracions i reorganitzacions al llarg de la seva història, i han tingut diverses marques. La seva història es pot iniciar en les primeres emissions radiofòniques de Radio Nacional de España (RNE) des de Salamanca, que es van desenvolupar com una eina de propaganda política del bàndol nacional durant la Guerra Civil espanyola. RNE es fundà el 19 de gener de 1937 i estava subordinada a la Delegació Estatal de Premsa i Propaganda liderada per Vicente Gay Forner.
Al llarg de la dictadura franquista, el servei de ràdio nacional va dependre respectivament de la vicesecretaria d'educació popular de la FET y de las JONS, del Ministeri d'Educació Nacional (des de 1945) i del Ministeri d'Informació i Turisme des que aquest es creà l'any 1951. El juliol de 1945, arran del traspàs de responsabilitats sobre premsa i propaganda al Ministeri d'Educació Nacional, la radiodifusió es va convertir en una direcció general autònoma: la Direcció General de Radiodifusió.
Després d'un temps de proves, Televisió Espanyola (TVE) va emetre per primer cop el 28 d'octubre de 1956 des del Paseo de la Habana de Madrid, arribant a aproximadament els 600 televisors que existien a Madrid en aquell moment. L'octubre de 1973, les dues xarxes de ràdio i televisió, RNE i TVE respectivament, es van agrupar en l'anomenat Servicio Público Centralizado Radiotelevisión Española ('Servei Públic Centralitzat RTVE'). Fins als anys 1980, quan es van crear els canals regionals d'ETB i TV3, TVE tenia el monopoli d'emissions televisives a l'estat.
El 1977 es van produir més agrupacions, i RTVE va convertir-se en organisme autònom. El 1979, TVE i RNE es van fusionar amb Radiocadena Española (RCE), un antic servei de ràdio que, a diferència de RNE, podia emetre publicitat. Sota l'Estatut de la Ràdio i la Televisió, els serveis de ràdio i televisió públics es van configurar en un ens públic, amb la seva pròpia jurisdicció, anomenat Ente Público Radiotelevisión Española (es).
L'antic servei de noticiaris emesos al cinema, el NO-DO, es va fusionar amb RTVE el 1981 per a ser eliminat. Des de llavors, els arxius del NO-DO són propietat de RTVE i la seva conservació depèn de RTVE i de la Filmoteca Nacional. El 1989, RNE va absorbir RCE, que va desaparèixer.

### Corporació RTVE
Segons la Llei 17/2006, de 5 de juny, de la ràdio i la televisió de titularitat estatal, i degut a un gran dèficit, l'Ens Públic RTVE i les empreses TVE, S.A. i RNE, S.A. es van dissoldre, i el 1r de gener de 2007 es va crear la Corporació RTVE. RTVE es va constituir, doncs, com una societat mercantil estatal completament autònoma, en forma corporativa de societat anònima participada completament per l'Estat. Per primera vegada, el president dels serveis públics estatals de radiotelevisió es va anomenar per les Corts Generals Espanyoles (el poder legislatiu) enlloc del Govern d'Espanya (el poder executiu), com havia ocorregut anteriorment amb els directors generals de l'ens públic i del servei públic de radiodifusió.

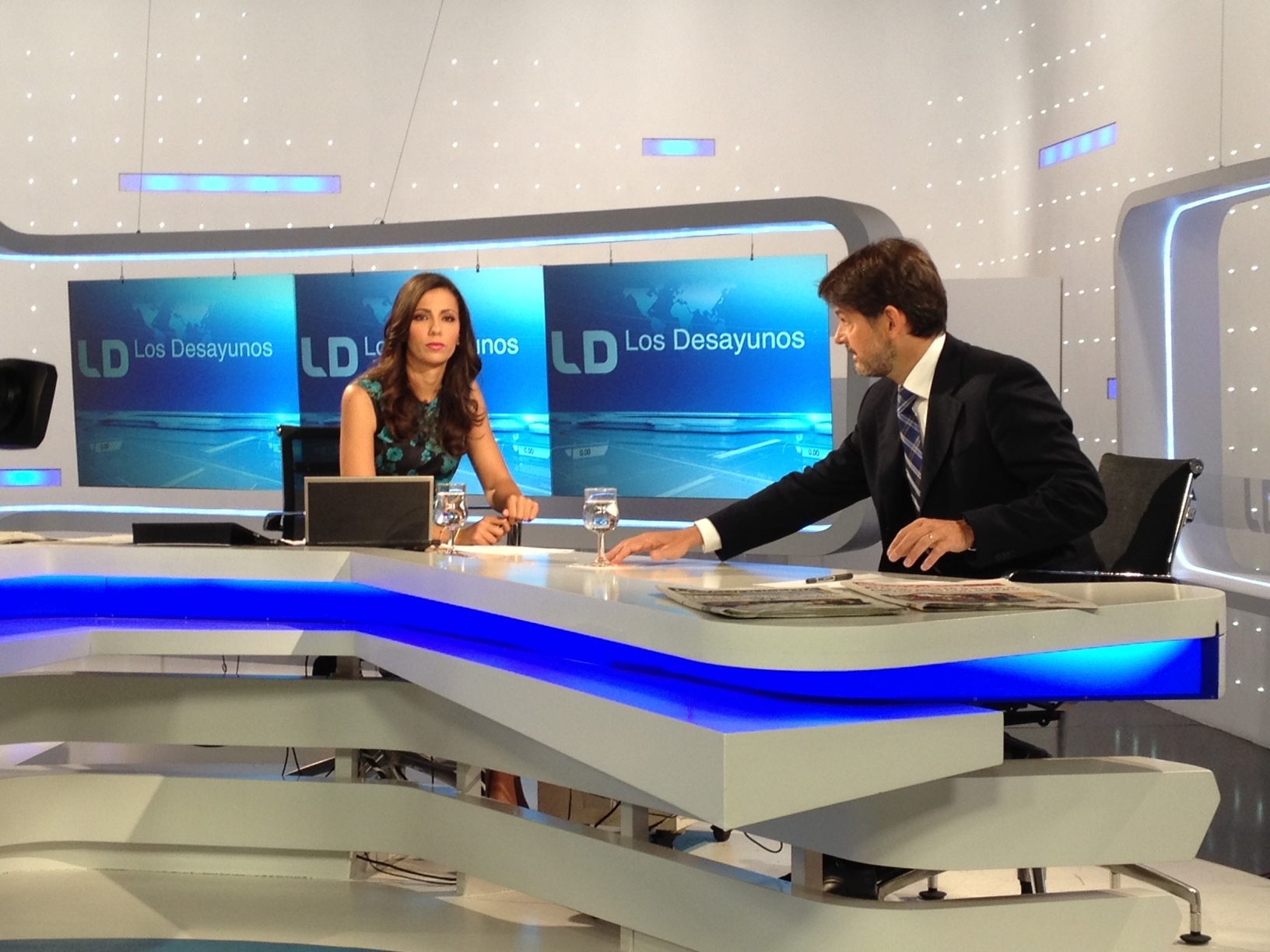
Programa Los Desayunos de TVE, que va deixar d'emetre's el juliol de 2020.

Degut a la reestructuració de 2007, es va implementar un pla polèmic que va reduir la plantilla a uns 4.855 treballadors a través de baixes voluntàries i jubilacions.
El 2012, les tensions polítiques derivades de les polítiques d'austeritat implantades pel Partit Popular (PP) va provocar sortides de personal, que van ser interpretades pels periodistes entrevistats com un esforç per eliminar els comentaris polítics crítics del contingut de RTVE. El 2012 el PP va començar a col·locar veterans del partit a RTVE. Hi va haver una forta controvèrsia quan es va acomiadar Ana Pastor.
L'11 de juny de 2013, RTVE va ser una de les poques emissores europees que va condemnar i criticar el tancament de l'emissora estatal de Grècia El·linikí Radiofonia Tileórasi (ERT).
El desembre de 2018, RTVE va presentar una web amb la Filmoteca Espanyola, disponible a internet, amb més de 4000 vídeos de pel·lícules i documentals espanyols.
Degut a la incapacitat d'aconseguir un acord parlamentari per a la renovació del consell d'administració de RTVE, Rosa María Mateo fou nomenada Administradora Provisional Única el juliol de 2018. El febrer de 2021, la renovació es va desbloquejar i José Manuel Pérez Tornero es va elegir com a futur president de la corporació. El nou consell es va constituir el 26 de març de 2021.
L'octubre de 2021, la decisió de la corporació de denegar el viatge d'un grup de periodistes de RTVE a Tindouf per anar a un esdeveniment organitzat pel Front Polisario i, per tant, de poder entrevistar Brahim Ghali va causar controvèrsia i va provocar la dimissió dels caps d'informació internacional de TVE i RNE.

## Serveis

### Televisió
Televisió Espanyola (TVE) és la divisió encarregada del servei de televisió de RTVE. Tots els canals de TVE emeten en castellà, amb l'excepció de l'emissió d'alguns programes en català a La 1 i La 2 a Catalunya produïts per RTVE Catalunya.
L'oferta domèstica proporcionada per TVE està formada per dos canals generalistes (La 1 i La 2) i tres canals temàtics: Teledeporte (esports), 24 Horas (notícies) i Clan (infantil i juvenil). Tots aquests canals estan disponibles en alta definició, a més del senyal de definició estàndard.
Respecte a les emissions internacionals, TVE té els següents canals: TVE Internacional, 24 Horas Internacional, Star HD, i Clan Internacional.

### Ràdio
Radio Nacional de España (RNE) és la divisió encarregada de gestionar les emissores de ràdio de RTVE.
L'oferta domèstica de RNE inclou les següents emissores: Radio Nacional (emissora generalista), Radio Clásica (música clàssica), Radio 3 (programació cultural i alternativa per a joves), Ràdio 4 (emissora generalista en català amb emissió a Catalunya i Andorra) i Radio 5 (emissora de notícies 24 hores).
Radio Exterior de España (REE) és l'emissora internacional de RNA a l'ona curta, amb una audiència de 80 milions d'oients (superada només per la BBC i la Ràdio Vaticana).(xinès) Aquesta emissora també es transmet via DAB per Espanya i per satèl·lit. A més de castellà, REE també ofereix programació en francès, àrab, judeocastellà, portuguès, rus i anglès.

### Internet
El portal en línia de RTVE es troba a 'rtve.es'. El web és gestionat pel departament d'interactius de RTVE. Aquest lloc web també conté el servei over-the-top de RTVE, anomenat RTVE Play, que va substituir l'antic 'RTVE a la carta' el juny de 2021, afegint-hi característiques addicionals. RTVE emet contingut a Amèrica amb el servei de pagament per abonament anomenat 'RTVE Play+'.
A més del catàleg de l'arxiu de RTVE, RTVE play permet als usuaris d'escoltar i mirar els directes dels canals i emissores de RTVE, així com el contingut original de Playz, una plataforma de continguts orientada als joves. El portal RTVE.es també té servei de blogs i notícies.

### 4 media
Està previst que l’any 2026 es posi en marxa la marca 4 Media, concebuda com la identitat audiovisual de RTVE en llengua catalana. Aquesta marca integrarà Ràdio 4, el nou canal de televisió en català —provisionalment anomenat 4 Televisió o La 4— i una plataforma digital pròpia (OTT), sota les denominacions 4 Play o 4Media.cat. La iniciativa té com a objectiu agrupar tots els continguts en català de RTVE dins d’una estructura comunicativa unificada

### Altres
RTVE també és responsable de l'Institut Oficial de Ràdio i Televisió (IORTV) i de l'Orquesta Sinfónica y Coro de RTVE. RTVE va ser admesa com a membre actiu de la Unió Europea de Radiodifusió el 1955, quan era RNE. TVE es va unir a la xarxa d'Eurovisió el 1960. La corporació ha contribuït a la producció de més de 300 pel·lícules, moltes de les quals han rebut premis a festivals de cinema internacionals. Del 1979 al 1987, una segona xarxa de ràdio anomenada Radiocadena Española també formava part de RTVE. RCE stations, unlike RNE, showed advertising. RCE was merged into RNE between 1987 and 1989. NO-DO es va integrar a RTVE el 1980. Des del tancament del NO-DO el 1982, RTVE i la Filmoteca Espanyola són responsables de mantenir els arxius del NO-DO.

## Direcció
D'acord amb la Llei de ràdio i televisió estatal de 2006, la direcció i gestió del servei nacional públic és exercit per la Corporació RTVE. El Consell d'Administració de RTVE s'encarrega de designar els directors executius de RTVE i les seves empreses, aprova la seva organització i també la majoria d'activitats. El Consell està format per 12 membres, 8 dels quals elegits pel Congrés dels Diputats i 4 pel Senat, en tots els casos per una majoria de dos terços de la cambra i per un mandat no renovable de 6 anys, i 2 membres dels designats pel Congrés han d'ésser proposats pels dos sindicats majoritaris de RTVE.
El President de RTVE té el control operacional de les operacions diàries, amb l'objectiu d'executar les decisions i la direcció del Consell. El President és elegit, i pot ser cessat pel Congrés. Abans de la llei de 2006, aquest càrrec era ocupat pel Director General, que tenia un control total de facto de RTVE. A la pràctica, el Director General era elegit pel Govern segons el seu perfil polític.
La Corporación RTVE es descriu com una "societat mercantil estatal" amb especial autonomia i independència del govern i de l'administració general de l'Estat, i exerceix les seves funcions a través de TVE i RNE.
La majoria del personal són funcionaris. El Consell d'Informatius és un cos intern format per periodistes de RTVE que té l'objectiu de mantenir la independència de RTVE.
L'actual Consell d'Administració de RTVE constituït el 26 de març de 2021 estava presidit per José Manuel Pérez Tornero, amb la participació també d'Elena Sánchez Caballero, José Manuel Martín Medem, Carmen Sastre, Jenaro Castro, Juan José Baños Loinaz, Roberto Lakidain, Ramon Colom, Consuelo Aparicio i Concepción Cascajosa com a membres del consell. Amb la dimissió de Pérez Tornero el setembre de 2022, Elena Sánchez Caballero fou elegida pel Consell com a Presidenta interina de RTVE.

## Finançament
Des de l'entrada en vigor de la Llei de Finançament de RTVE el 2009, RTVE es financia bàsicament per una combinació de subvencions dels Pressupostos Generals de l'Estat i una taxa cobrada a les empreses privades del sector que depèn dels seus ingressos bruts (3,0% per als canals privats free to air, 1,5% per als canals privats amb abonaments i un 0,9% per les empreses de telecomunicació).
El 2021, un esborrany de la nova Llei General de Comunicació Audiovisual preveu l'extensió de la quota de l'1,5% sobre els ingressos bruts a les plataformes de streaming internacionals que ofereixen serveis a Espanya (com ara Netflix, HBO, Disney+, Amazon Prime Video o YouTube) i la retirada de la quota del 0,9% per a les empreses de telecomunicacions, encara que aquestes últimes continuaran contribuint pel que fa a la taxa que cobra per l'ocupació de l'espectre. RTVE també podrà monetitzar formes limitades de publicitat, com ara patrocinadors i publicitat als seus canals internacionals.